# Anna-barlang
Az Anna-barlang egy mésztufabarlang és azért nagyon különleges, mert a Földön csak 6 hozzá hasonló barlang létezik. Ennek egyik oka, hogy a mésztufabarlangok általában nem látogathatók, külön engedély kell a belépéshez. Magyarország egyik egyedi, természeti értéke. Idegenforgalomra kiépített barlang, melyet 1951-ben védetté, majd 1982-ben Magyarország fokozottan védett egyik barlangjává nyilvánítottak. A Lillafüreden lévő vízeséshez közel helyezkedik el a bejárata.

## Megközelítés

### Tömegközlekedéssel
A 15-ös buszról Palotaszálló megállónál kell leszállni, majd A vízesés felé elindulni. A gyalogút a függőkerten keresztül vezet, a pontos helye táblával van megjelölve. Az 5-ös buszról Palotaszálló megállónál kell leszállni, át kell menni a kisvasúti gyalogos aluljárón, majd a patak irányába a függőkert felé menni. A függőkerten belüli irány táblákkal meg van jelölve. A LÁEV kisvasútról Lillafüred állomáson kell leszállni, át kell menni a kisvasúti gyalogos aluljárón, majd a patak irányába a függőkert felé menni. A függőkerten belüli irány táblákkal meg van jelölve.

### Egyéni közlekedéssel
A legközelebbi parkolóhely Felső-Hámornál van, ahol ott lehet hagyni a gépjárművet. Célszerű a település nyugati végénél, az Ámor-vendégház közelében parkolni, majd a patak mentén felfelé haladni a palotaszálló felé, amelynek a tornya jól látható. A függőkertbe érkezéskor azonnal a bejárat látható. A függőkert akadálymentesen elérhető, de kerékpártároló nincs.

## Leírás
A barlangbejárat 272 m tengerszint feletti magasságban található. A barlang teljes hossza 568 m, ebből 200 m látogatható. A barlangban fakadó források vizét Miskolc vízellátásánál hasznosították.
A barlangban nemcsak szép mészkőalakzatok tekinthetők meg, hanem megkövesedett növények és a növények lenyomatai is. A téli szezon kivételével egész évben látogatható, a turistáknak kiépített, 380 méteres szakasz bejárása körülbelül fél óráig tart.
Magyarország idegenforgalmi barlangjai közül itt készült el az első, olyan világítási rendszer, amely LED-es fényforrásra épül. A kiépítés célja a lámpaflóra terjedésének visszaszorítása volt. Ekkor a barlang más létesítményei is megújultak.
A Szinva patak vize által lerakott mésztufával egy időben keletkezett, egymástól független, 34 nagyobb üregnek a mesterséges tágításával és összekötésével alakították ki. A barlangban 28 ízeltlábú fajt, valamint simaorrú denevéreket és patkósdenevéreket figyeltek meg. A Bükki Nemzeti Park Igazgatóság engedélyével látogathatók a barlangnak az idegenforgalom számára nem megnyitott szakaszai.

## Név

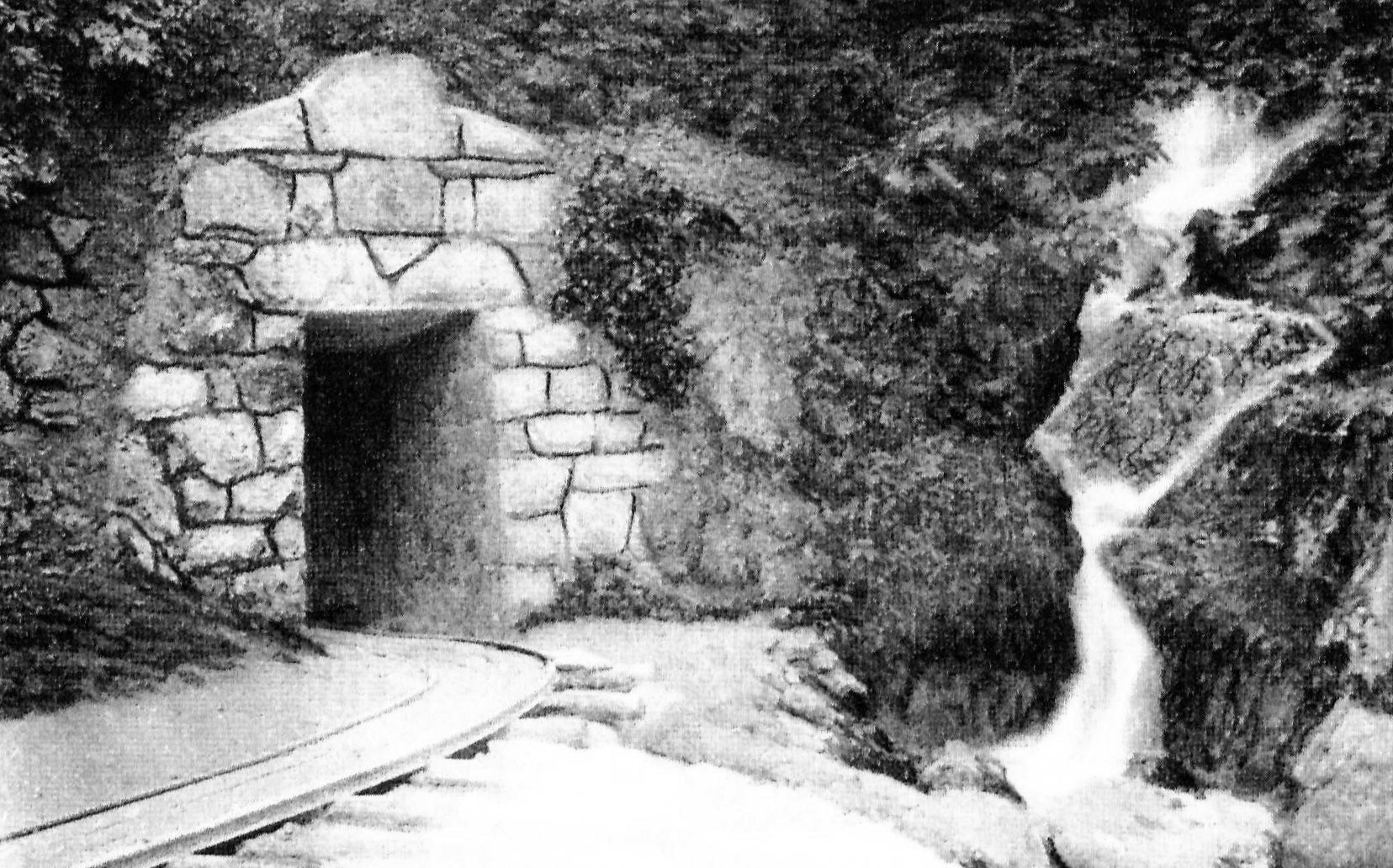
Az Anna-barlang régi bejárata 1910-ben

Vitatott, hogy a barlang miért kapta az Anna nevet. Egyes állítások szerint ezt a nevet még Fazola Henrik adta a múlt században, mások szerint a helyi erdész feleségéről nevezték el. Vannak, akik szerint Szent Anna nevéről lett elnevezve és vannak, akik szerint egy hercegnő miatt kapta ezt a nevet.
A Magyar Hírlap 1926. augusztus 4-i számában rövid hír olvasható arról, hogy Pfeiffer Gyula miniszteri tanácsos a napokban nyitotta meg a barlangot a nyilvánosság számára, amelyet Pfeiffer Gyulánéról, a barlang első női látogatójáról Anna-barlangnak neveztek el.
Előfordul az Anna-barlang az irodalmában Anna Cave (Takácsné, Eszterhás, Juhász, Kraus 1989), Csepegő-kő-barlang (Kordos 1984), Forrás-barlang (Balázs 1961), Forrás-mésztufabarlang (Kordos 1977), Hámor-barlang (Stach 1929), Hámori-barlang (Kordos 1984), Háromforrás-barlang (Kordos 1984), Hétforrás-barlang (Kordos 1984), Négyforrás-barlang (Kordos 1984), Petőfi-barlang (Varga 2013), Petőfi Sándor-barlang (Lénárt 1979) és Petőfi Sándor-mésztufabarlang (Lénárt 1979) neveken is. 1932-ben volt először Anna-barlangnak nevezve a barlang az irodalmában.

## Kutatástörténet

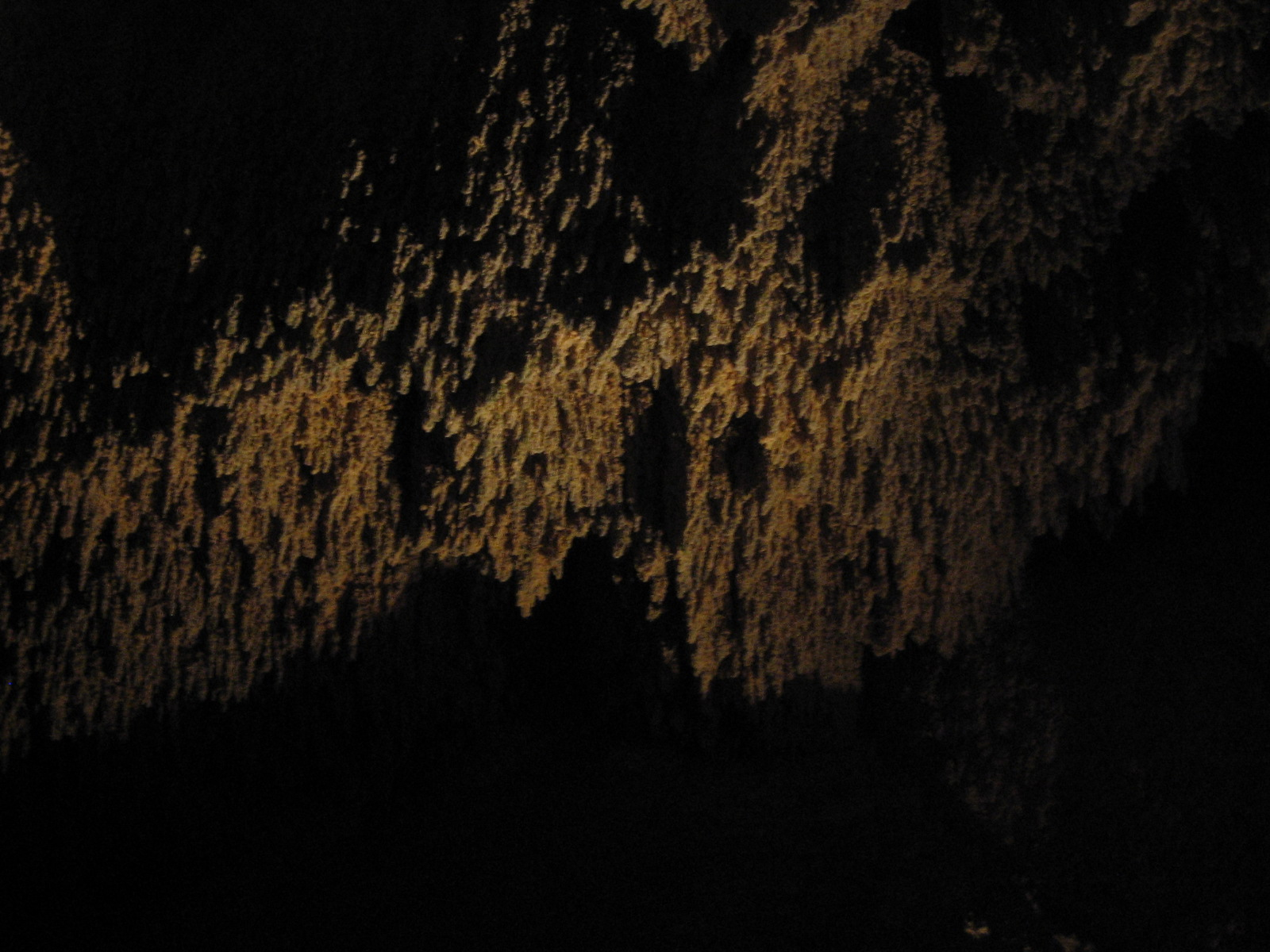
Az Anna-barlangban jól láthatók a növények megkövesedett maradványai

A barlangot 1833-ban fedezték fel Stark András bányász segítségével, amikor a hámori kohók vízellátása érdekében nyitottak egy tárót a mészkőben. Hamar népszerű turistalátványosság lett, Petőfi Sándor is megfordult itt 1847. július 8-án. A század második felére azonban a vashámorok bezárásával egy időben a barlang is feledésbe merült. Először az 1912-ben itt járt Kadić Ottokár adott részletes ismertetést a barlangról 1921-ben. 1912-ben nyitották meg újra, majd 1927-ben, amikor a Palotaszállót építették, újabb üregekre bukkantak. Ekkor vájták ki a mai bejáratot és vezették be a villanyvilágítást. Az 1932-ben napvilágot látott, Természetvédelem és a természeti emlékek című könyvben meg van ismételve a könyv 1931. évi kiadásának Anna-barlangot tárgyaló része.
Az 1932-ben kiadott, Az Aggteleki cseppkőbarlang és környéke című könyvben, a Bükk hegység barlangjairól szóló részben szó van arról, hogy régen hámori barlang és hámori Anna-barlang néven volt ismert az Anna-barlang. Lillafüreden helyezkedik el a mésztufában kialakult barlang. Nagyon szép képződmények, kelvirág- és mohaszerű alakzatok vannak benne. A páratlan szépségű látványosság rendbe van téve, könnyen járható és villannyal ki van világítva. A Magyarországon lévő eddig ismertetett összes barlangtól különbözik az Anna-barlang a barlang kialakulása miatt. Magyarország barlangjai ugyanis másodlagos kialakulású barlangok. Ez azt jelenti, hogy a víz munkája a barlangot a létrejött kőzetben utólag alakítja ki. Ezzel ellentétben az Anna-barlang elsődleges barlang, mert a mésztufával egyszerre, annak egyenetlen növekedése miatt jött létre. Valósággal magába zárta az üregeket a lerakódó mésztufa. Az ismertetés 4 publikáció alapján lett írva.

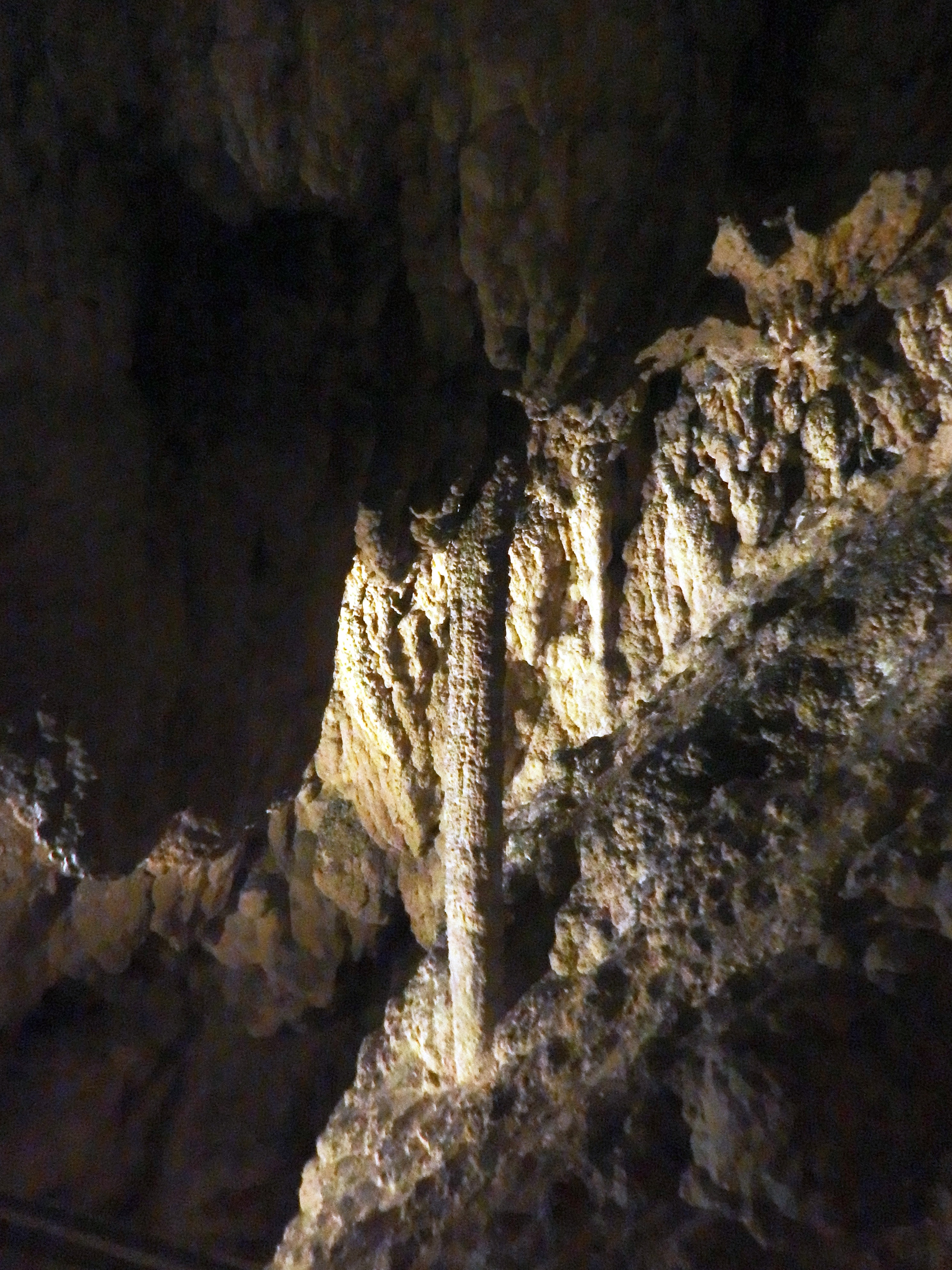
Képződmények az Anna-barlangban

A Természetbarát 1938. évi 5–6. számában az olvasható, hogy a Lillafüreden lévő Anna-barlang (mésztufabarlang) kialakulási módja nagyon ritka, elképzelhető, hogy a Földön csak egyetlen ilyen keletkezésű barlang van. Az Anna-barlang felett, kb. 3 km-re fakad a Szinva patak. Ahol a barlang elhelyezkedik, ott a Szinvának, melynek vize tele volt mésztufával, hirtelen nagy esésűvé válik. A patak a nagy nívóesésnél (a mai barlang felett) a magával sodort kavicsokat, faágakat és mésztufát lerakta. Ezen a helyen a patak a medrénél lefolyót vájt, ide hordta a gyökereket, faágakat, majd ezeket mésztufával finoman bevonta. A víz idővel eltávozott más úton és így jöhettek létre a mésztufa által bevont, csodálatosan szépen megkövesedett ásványi és növényi hordalékok, melyeknek ezernyi variációjában lehet gyönyörködni.
Az 1941. évi Barlangvilágban kiadott, Kadić Ottokár által írt összefoglaló szerint a Baradla-barlang idegenforgalmi kiépítése sokat haladt és ugyanez mondható el a két lillafüredi barlangról is. Az 1941-ben megjelent Magyar turista lexikonban külön szócikke van a barlangnak. A kiadványban az van írva, hogy az Anna-barlang (Bükk hegység) Lillafüreden, a Garadna és a Szinva találkozásánál helyezkedik el. A nagyon szép mésztufabarlangot 1833-ban fedezték fel, de csak 1912-ben lett részletesen átvizsgálva.
Az Országjárás 1942. évi évfolyamában meg lett említve, hogy Lillafüreden található, cseppköves és a Bükk hegység egyik nagy hírű, nevezetes barlangja. A Baradla-barlang, az Anna-barlang és a Szent István-barlang a cseppköves barlangtípus legérdekesebb fajtái. Ebben a három barlangban az érintetlen, gondosan őrzött cseppkövek szivárvány színeiben pompázó sorozatai lógnak a magas barlangtermek sötétségbe vesző boltozatairól és a mindig nedves falakról. A három barlangban villanyvilágítás van, amelynek segítségével színes lámpák és nagy erejű fényszórók alkalmazásával nemcsak nagyszerű színhatásokat és fényhatásokat lehet elérni, hanem láthatóvá válik a titokzatos magasságokba vesző barlangtermek boltozata is. A cikkben látható egy fénykép, amely a barlangban készült.
Az 1961. évi Karszt- és Barlangkutató 1. félévi számában megjelent, Balázs Dénes által írt áttekintésben az olvasható, hogy a Borsod Megyei Tanács Idegenforgalmi Hivatala által kezelt, lillafüredi Forrás-barlang (Anna-barlang) és Szent István-barlang látogatási statisztikája csak 1954 óta áll rendelkezésünkre. A két szerencsés fekvésű barlang látogatószáma megduplázódott az elmúlt években. A két barlangot 1954-ben 54 188 fő, 1955-ben 57 203 fő, 1956-ban 51 885 fő, 1957-ben 51 223 fő, 1958-ban 61 712 fő, 1959-ben 80 251 fő, 1960-ban pedig 98 821 fő nézte meg. Az Anna-barlangot 1960-ban 47 595 fő látogatta meg.

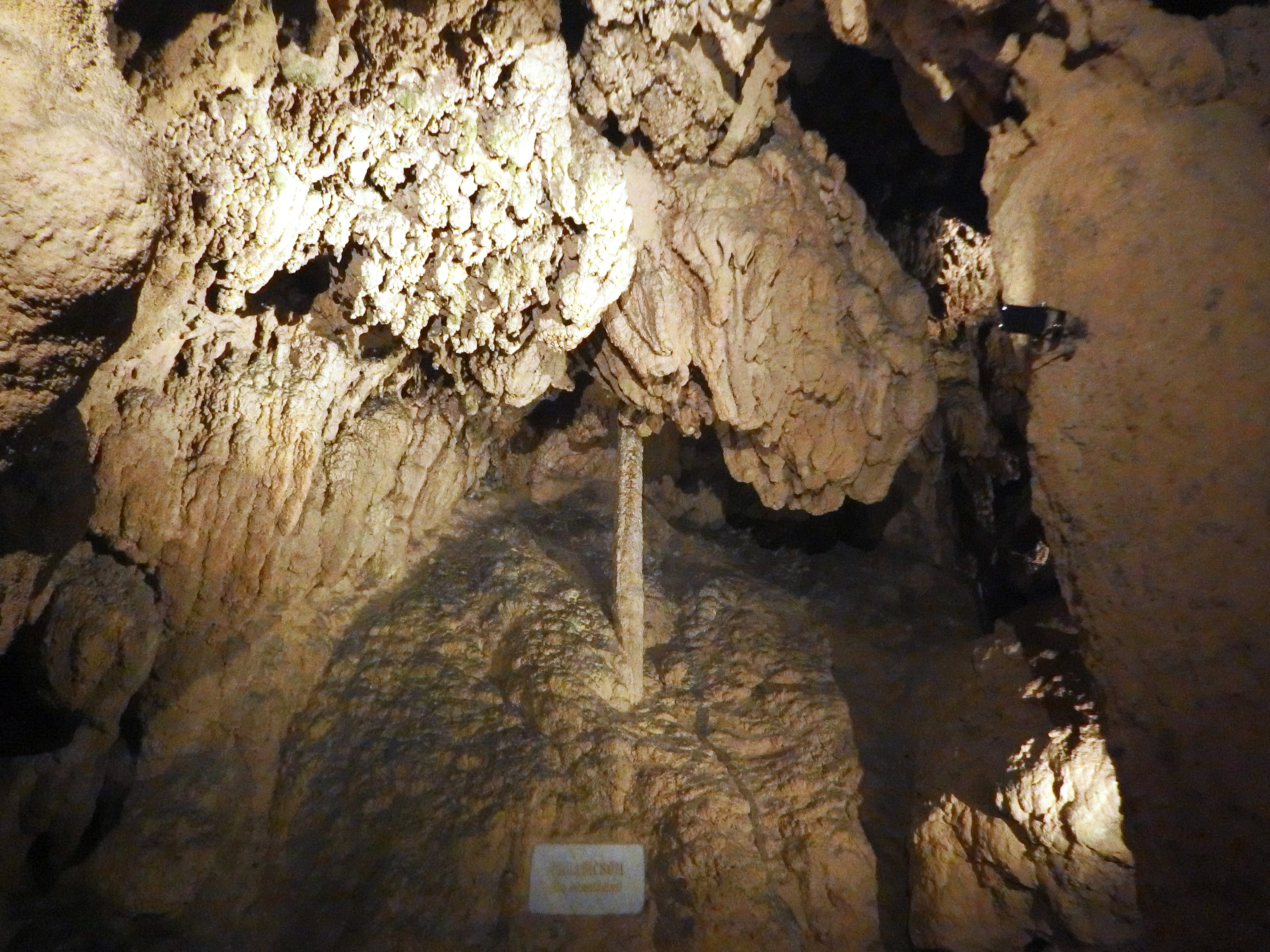
Az Anna-barlang egyik része

Az 1976-ban befejezett, Magyarország barlangleltára című kéziratban az olvasható, hogy a Bükk hegységben lévő, miskolci Forrás-mésztufa barlang további nevei Anna-barlang, Petőfi Sándor-barlang, Hámori-barlang, Forrás-barlang, Háromforrás-barlang, Négyforrás-barlang és Hétforrás-barlang. A Palotaszálló függőkertje alatt, 264 m tszf. magasságban, a nagy vízesés mellett mesterséges táróval nyílik. A kb. 500 m hosszú barlang tárókkal összekötött mésztufa fülkékből áll. Hasznosítása: forrásfoglalás és idegenforgalom. Különleges szingenetikus keletkezése miatt különösen védeni kell. A kézirat barlangra vonatkozó része 4 irodalmi mű alapján lett írva. 1976-ban vált országos jelentőségű barlanggá az 5300-as (Bükk) barlangkataszteri területen lévő, miskolci Anna-mészfufa-barlang.
A Bertalan Károly és Schőnviszky László által összeállított, 1976-ban megjelent Magyar barlangtani bibliográfia barlangnévmutatójában meg van említve a Bükk hegységben lévő barlang Forrás-barlang néven Anna-barlang és Hámori-barlang névváltozatokkal. A barlangnévmutatóban fel van sorolva 48 irodalmi mű, amelyek foglalkoznak a barlanggal. Az 1976-ban összeállított, országos jelentőségű barlangok listájában lévő barlangnevek pontosítása után, 1977. május 30-án összeállított, országos jelentőségű barlangok listáján rajta van a Bükk hegységben, Miskolc-Lillafüreden található barlang Anna-barlang néven.
Az 1977. évi Karszt és Barlangban megjelent, Bajomi Dániel által írt tanulmány szerint Allotyphloiulus polypodus (ikerszelvényes), Crosbycus bükkensis (kaszáspók), Arrhopalites bifidus (ugróvillás rovar) és Hypogastrura cavicola (ugróvillás rovar) előfordul a lillafüredi Forrás-barlangban. A tanulmányban van egy Magyarország térkép, amelyen a Magyarországon lévő, biológiailag kutatott barlangok földrajzi elhelyezkedése figyelhető meg. A térképen látható a biológiailag részlegesen feldolgozott Forrás-mésztufabarlang földrajzi elhelyezkedése. 24 állatfaj lett meghatározva a barlangból.

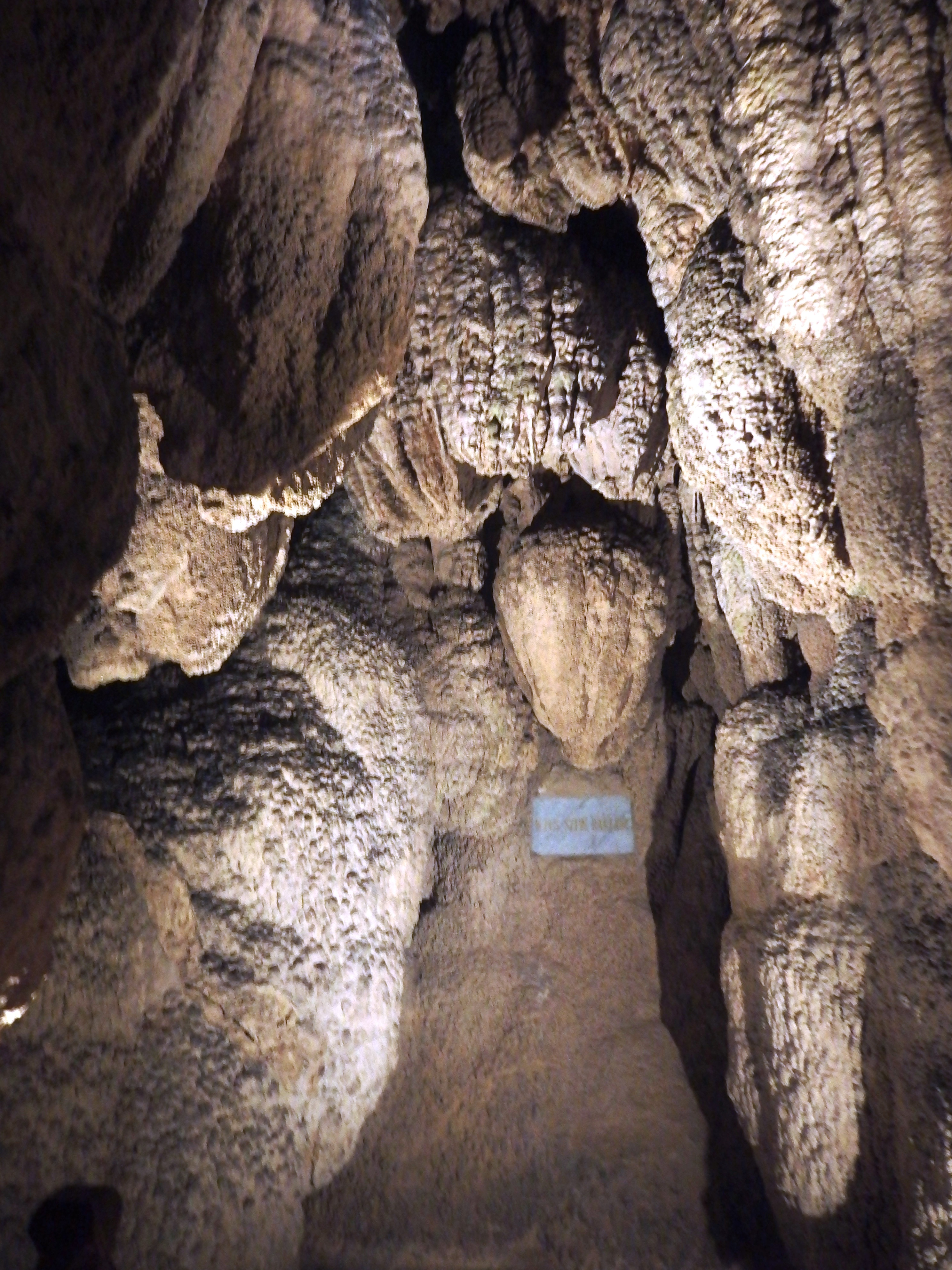
Az Anna-barlang egyik része

A folyóirat 1977. évi különszámába bekerült a tanulmány angol nyelvű változata. Ebben a tanulmányban is közölve lett a térkép, amelyen Forrás Calktufa Cave a barlang neve. Az 1977. december 31-i állapot szerint (MKBT Meghívó 1978. május) a Bükk hegységben lévő és 380 m hosszú Forrás-mésztufabarlang az ország 34. leghosszabb barlangja. Az 1977. évi Karszt és Barlangban megjelent összeállítás alapján, 1977. december 31-én Magyarország 36. leghosszabb barlangja a Bükk hegységben elhelyezkedő, 1977. december 31-én 380 m hosszú, 1976-ban kb. 200 m hosszú, 1975-ben pedig kb. 500 m hosszú Forrás-mésztufabarlang. A 35. leghosszabb barlang (Kórház-barlang) szintén 380 m hosszú. Ez az összeállítás naprakészebb az 1978. májusi MKBT Meghívóban publikált listánál.
Az 1979-ben napvilágot látott, Barlangok a Bükkben című könyvben szó van arról, hogy a Bükk hegység sok barlangja közül a Szent István-barlang, a Miskolctapolcai-tavasbarlang és a lillafüredi Forrás-mésztufabarlang (Petőfi Sándor-barlang) áll az érdeklődők rendelkezésére. A Forrás-mésztufabarlang (a táblán Petőfi Sándor-mésztufabarlang) a Palota-szálló függőkertjei alatt, a Szinva-vízesés mellett helyezkedik el. 264 m tszf. magasságban, a Szinva–Garadna rendszer mésztufakúpjában van a bejárata. A Hámori-tavat kialakító gát 1812–1813-ban épült. 1823-ban a mésztufából előtörő forrás vizét foglalni akarták, és ezért tárót ástak a laza, a patakok vizéből a felületi feszültség megváltozása és a növényzet miatt képződő mésztufába.
Érdekes üregeket találtak a 93 m hosszú táróban. Az üregek nagyon különböztek a szokásos cseppköves barlangok formakincsétől. A barlang ki lett építve, de a korlátok és a fahidak hamar tönkrementek. 1912-ben a barlang még hozzáférhető részeit Kadić Ottokár felmérte. 1927-ben a régi vízkutató táró fel lett újítva, a források foglalva lettek és vizük bekapcsolódott Miskolc vízellátásába. Az idegenforgalom részére kiépítették a járatok egy részét. (Története innen napjainkig a Szent István-barlang történetével majdnem azonos.) A barlang mésztufában létrejött üregeket szemléltet, melyeket egységes rendszerré tárók kötnek össze. Magyarországon ez az egyetlen kiépített mésztufabarlang, de világviszonylatban is csak egy-két ilyen barlang áll a nagyközönség rendelkezésére. A barlang a maga nemében egyedülálló, világritkaságnak számító, földtani csipkecsoda.
A bejáraton keresztül egy mesterséges táróba lehet jutni úgy, mint a Szent István-barlangban. A táró a Hall nevű teremhez kapcsolódik. Egymás alatt és mellett vannak a mésztufacsipkék (melyek a régi mésztufaüregekben a növényzet száraira, gyökereire települt CaCO3 burokból állnak), a csepegő vízből utólag kivált cseppkőcsapok, valamint az állati és növényi lenyomatokat tartalmazó, agyagos mésztufa. Innen balra a mesterséges folyosókon keresztül (melyekben oldalt és felül legtöbbször mindenhol törékeny, leheletfinom korallszerű mésztufacsipke figyelhető meg) az Északi fény teremig lehet menni. Itt láthatók a legdúsabb, legfinomabb tufacsipkék.

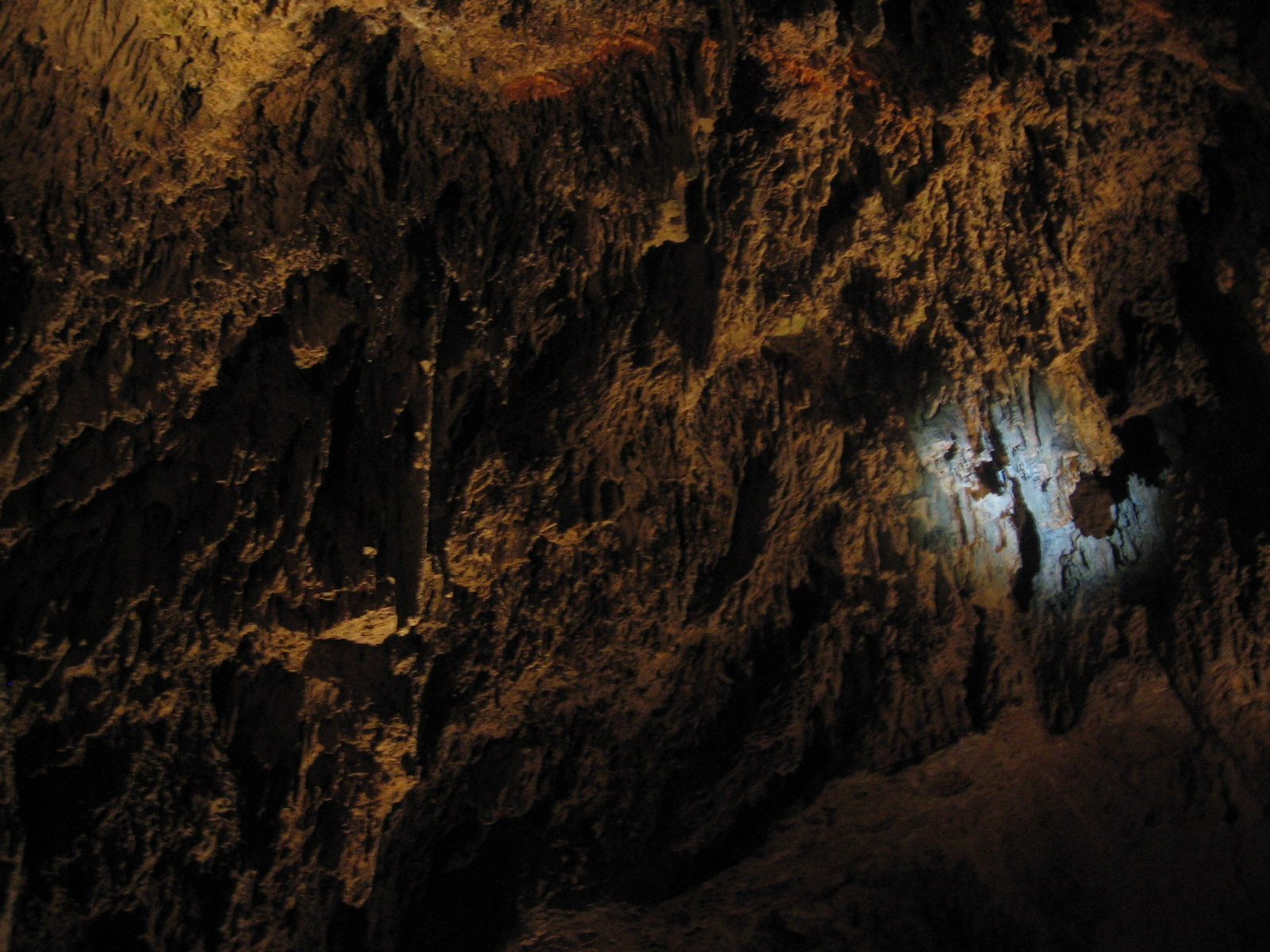
Az Anna-barlang egyik része

A Szív a következő megálló, amely kb. 0,5 m-es szív alakú cseppkőképződményeket jelent. (Itt volt Borbély Sándornak, a szervezett miskolci barlangkutatás egyik elindítójának esküvője.) Közvetlen mellette a Szomorúfűz egymás mellett elhelyezkedő mésztufaképződményeinek és borsókőszerű cseppköveinek látványában gyönyörködhetünk. A következő terem a Cseppköves-terem, amelyben nevéhez hűen sok az apró cseppkő. Ezután az út visszatér a Hallba, és onnan a kijárathoz. A könyvhöz mellékelt, a Bükk hegység barlangokban leggazdagabb területét bemutató térképen látható a 2-es számmal jelölt barlang földrajzi elhelyezkedése.
Az 1980. évi Karszt és Barlang 1. félévi számában publikálva lett, hogy a kiemelt jelentőségű Anna-barlang az 5300-as barlangkataszteri területen (Bükk hegység) helyezkedik el. A barlangnak 5391/1. a barlangkataszteri száma. Az MKBT Dokumentációs Bizottsága a helyszínen el fogja helyezni, a többi kiemelt jelentőségű barlanghoz hasonlóan, a barlang fémlapba ütött barlangkataszteri számát. A barlangkataszteri szám beütéséhez alapul szolgáló fémlap ugyanolyan lesz mint a többi kiemelt jelentőségű barlang fémlapja.
1982. július 1-től az Országos Környezet- és Természetvédelmi Hivatal elnökének 1/1982. (III. 15.) OKTH számú rendelkezése (1. §. és 3. §., illetve 5. sz. melléklet) értelmében a Bükk hegységben lévő Anna-barlang fokozottan védett barlang. Az 1982. szeptember–októberi MKBT Műsorfüzetben meg van említve, hogy a Bükk hegységben található Anna-barlang fokozottan védett barlang. A felsorolásban a barlangnevek az MKBT által jóváhagyott és használt helyesírás szerint, javított formában lettek közölve. Az 1984-ben kiadott, Magyarország barlangjai című könyvben van egy Magyarország térkép, amelyen a Magyarországon lévő, biológiailag kutatott barlangok földrajzi elhelyezkedése figyelhető meg. A térképen látható a biológiailag részlegesen feldolgozott Forrás-mésztufabarlang földrajzi elhelyezkedése. A kiadvány országos barlanglistájában szerepel a Bükk hegységben lévő barlang Forrás-mésztufabarlang néven Csepegő-kő-barlang, Anna-barlang, Petőfi Sándor-barlang, Hámori-barlang, Háromforrás-barlang, Négyforrás-barlang és Hétforrás-barlang névváltozatokkal. A listához kapcsolódóan látható az Aggteleki-karszt és a Bükk hegység barlangjainak földrajzi elhelyezkedését bemutató 1:500 000-es méretarányú térképen a barlang földrajzi elhelyezkedése.

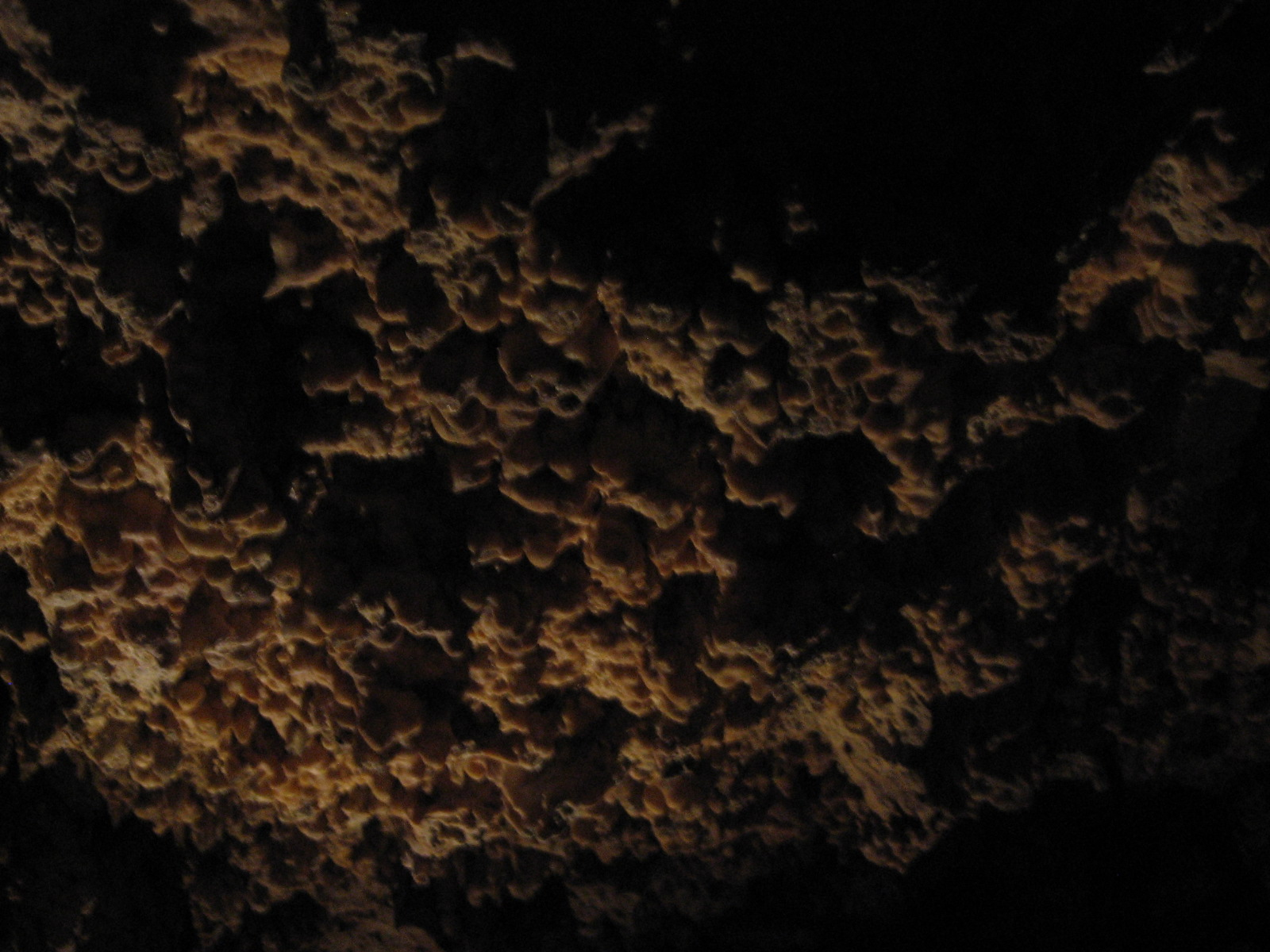
Az Anna-barlang Lillafüredi-vízesés alatti része. A képen látható képződmény kialakulásában nagy szerepet kapott a lecsöpögő víz

Az 1986. évi Karszt és Barlangban megjelent bibliográfia regionális bibliográfia részében szerepel a barlang Anna-barlang néven. Az összeállítás szerint a Karszt és Barlangban publikált írások közül 4 foglalkozik a barlanggal. Az 1987. december 31-i állapot alapján Magyarország 33. leghosszabb barlangja az 5391/1 barlangkataszteri számú, 600 m hosszú Anna-barlang. A szintén 33. leghosszabb barlang (Vénusz-barlang) is 600 m hosszú. Az összeállítás szerint az 1977. évi Karszt és Barlangban közölt hosszúsági listában az Anna-barlang 380 m hosszú. A barlang az 1987-es hosszúsági listában nem kapott sorszámot, mert mesterséges tárókkal vált összefüggő üregrendszerré.
Az 1989. évi Karszt és Barlangban lévő, Magyarország barlangjai című összeállításban szó van arról, hogy a Bükk hegység nagy karsztforrásaihoz kapcsolódó forrásmészkövek lerakódásuk során kisebb-nagyobb üregeket (mésztufabarlangokat) zártak körbe. Vannak ilyenek a hegységnek pl. a Ny-i és DNy-i peremén, Mónosbélen és Egerben is, de a legtöbb a Nagy-fennsík ÉK-i lábánál, Lillafüreden található. Itt a Szinva-patak vízesése által lerakott mésztufadomb oldalában sok kis üreg sorakozik, a domb belsejének üregeit pedig a mesterséges áttörésekkel létrehozott Anna-barlang fűzi fel összefüggő üregrendszerré. A barlang első üregeit egy vízkutató táró létesítésekor, még 1833-ban fedezték fel, majd azokat nemsokára a látogatók számára is megnyitották. A 600 m hosszú labirintus kis termei különleges természeti szépséget nyújtanak csipkefinomságú, gyökereket és egyéb növénymaradványokat bekérgezett falfelületeikkel. A publikációban lévő 3. ábrán (Bükk hegység térkép) be van mutatva a barlang földrajzi elhelyezkedése. A folyóirat 1989. évi különszámában napvilágot látott ennek az utóbbi tanulmánynak az angol nyelvű változata (The caves of Hungary). Ebben a tanulmányban Anna Cave a barlang neve.

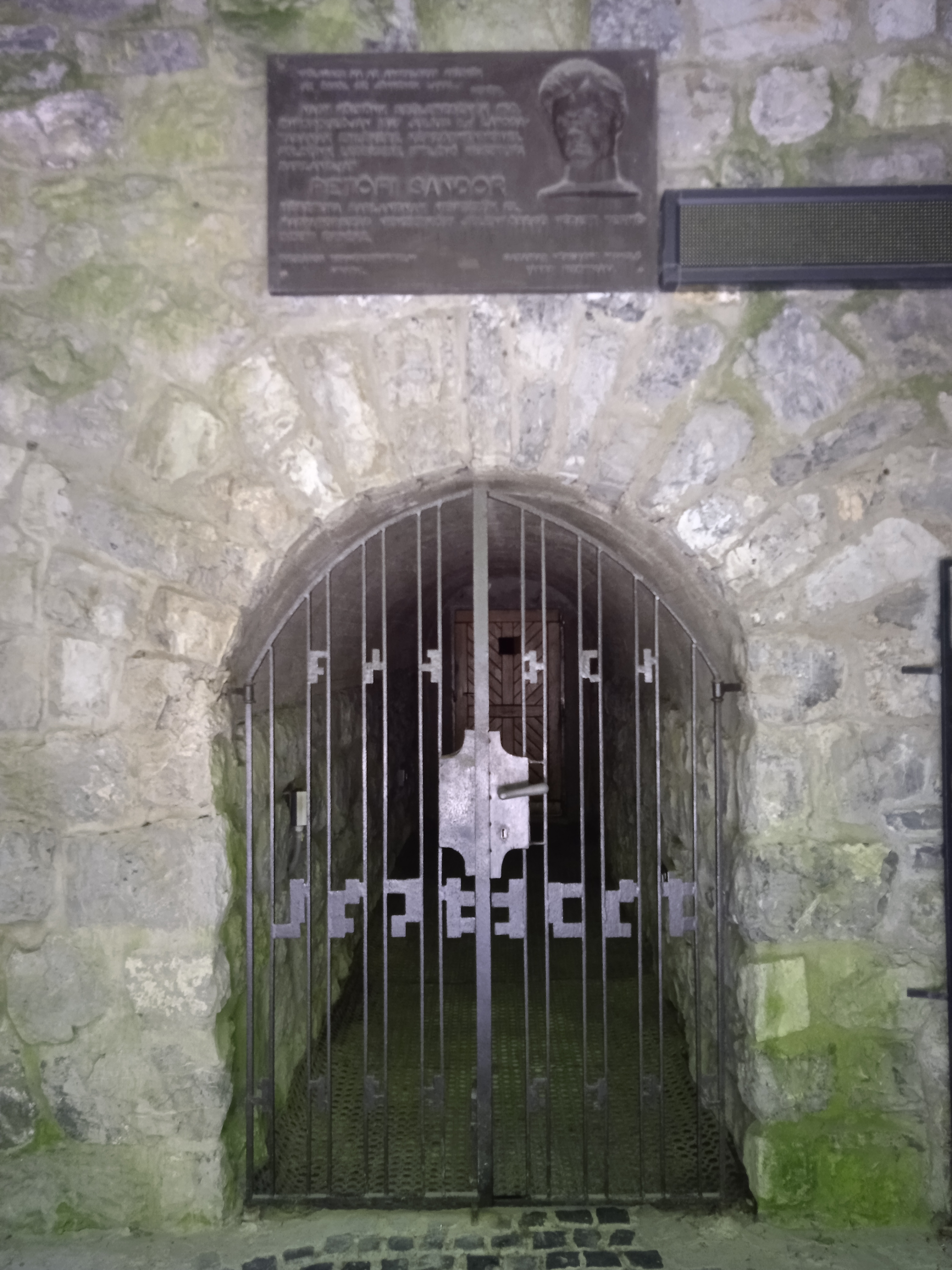
Az Anna-barlang bejárata

1998. május 14-től a környezetvédelmi és területfejlesztési miniszter 13/1998. (V. 6.) KTM rendelete szerint a Bükki Nemzeti Park Igazgatóság illetékességi területén, a Bükk hegységben található Anna-barlang látogatók számára nem megnyitott szakaszai az igazgatóság engedélyével látogathatók. 2001. május 17-től a környezetvédelmi miniszter 13/2001. (V. 9.) KöM rendeletének értelmében a Bükk hegység területén lévő Anna-barlang fokozottan védett barlang. Egyidejűleg a fokozottan védett barlangok körének megállapításáról szóló 1/1982. (III. 15.) OKTH rendelkezés hatályát veszti.
A 2003-ban kiadott, Magyarország fokozottan védett barlangjai című könyvben található, Egri Csaba és Nyerges Attila által készített hosszúsági lista szerint a Bükk hegységben lévő és 5391-1 barlangkataszteri számú Anna-barlang Magyarország 41. leghosszabb barlangja 2002-ben. A 2002-ben 600 m hosszú barlang 1977-ben 380 m és 1987-ben 600 m hosszú volt. 2005. szeptember 1-től a környezetvédelmi és vízügyi miniszter 22/2005. (VIII. 31.) KvVM rendelete szerint a Bükki Nemzeti Park Igazgatóság működési területén, a Bükk hegységben található Anna-barlang látogatók számára nem megnyitott szakaszai a felügyelőség engedélyével látogathatók. 2005. szeptember 1-től a környezetvédelmi és vízügyi miniszter 23/2005. (VIII. 31.) KvVM rendelete szerint a Bükk hegységben lévő Anna-barlang fokozottan védett barlang.
A 2005-ben megjelent, Magyar hegyisport és turista enciklopédia című kiadványban önálló szócikke van a barlangnak. A könyv szerint az Anna-barlang (Forrás-barlang, Petőfi Sándor-mésztufabarlang) a Bükk hegység 1951 óta védett, 1982-től fokozottan védett természeti értéke, amely a turizmus számára meg van nyitva. Lillafüreden, a Palota Szálló függőkertjének támfalában, 272 m tszf. magasságban, a jelenleg már csak csapadékos időben működő vízesés mellett van a bejárata. A 600 m hosszú, hálózatos rendszert a Szinva-patak vize által lerakott mésztufával egyszerre kialakult, egymástól elkülönült, 34 nagyobb üreg mesterséges bővítésével és összekötésével hozták létre.
A falakat mészkéreggel bevont, csipkefinomságú gyökerek, levelek és egyéb növénymaradványok, illetve az elpusztult fatörzsek helyén létrejött üregek ékesítik. 1833-ban, a forrás vizének hasznosítása miatt végzett táróhajtáskor lett megtalálva a barlang, amelynek egy részét a 19. században látogathatóvá tették fahidak és lépcsők kialakításával, de csak 1927-ben lett kiépítve és megnyitva a nagyközönség részére. Miskolc vízellátásához volt használva a barlangban eredő források vize. Egész évben látogatható a 380 m hosszig kiépített barlang. 1989-ben megjelent egy bélyeg, amelyen az Anna-barlang látható (10 Ft). Révay Ferenc szócikkében szó van arról, hogy Révay Ferenc a lillafüredi Palota Szálló építésekor részt vett az Anna-barlang újrafeltárásában.

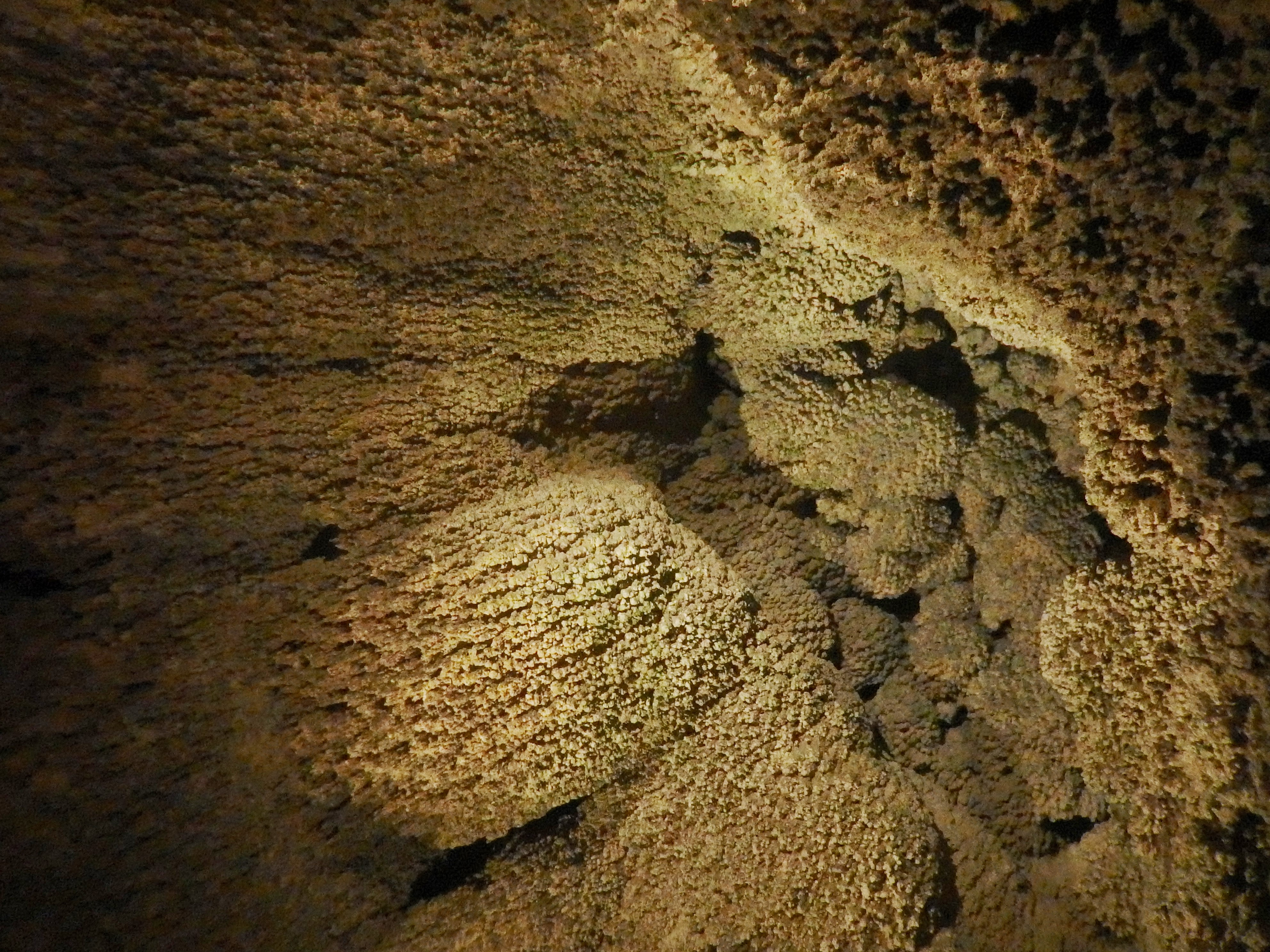
Az Anna-barlang egyik része

2007. március 8-tól a környezetvédelmi és vízügyi miniszter 3/2007. (I. 22.) KvVM rendelete szerint a Bükki Nemzeti Park Igazgatóság működési területén lévő Bükk hegységben elhelyezkedő Anna-barlang látogatók számára nem megnyitott szakaszai az igazgatóság engedélyével tekinthetők meg. 2011-ben felújították világítását. A 2013-ban publikált és Varga Gábor által írt tanulmányban a Borsod-Abaúj-Zemplén megyében lévő Miskolcon elhelyezkedő és 5391-1 barlangkataszteri számú Anna-barlang, másik nevén Petőfi-barlang a feltételezett barlangi régészeti lelőhelyek közé van sorolva, azaz az olyan lelőhelyek közé, ahonnan leletek nem kerültek elő, vagy a leletek korhatározása nem történt meg. 2013. július 19-től a vidékfejlesztési miniszter 58/2013. (VII. 11.) VM rendelete szerint az Anna-barlang (Bükk hegység, Bükki Nemzeti Park Igazgatóság működési területe) látogatók számára nem megnyitott szakaszai az igazgatóság hozzájárulásával látogathatók.
A 2012–2014. évi Karszt és Barlangban közölve lett, hogy az idegenforgalmi célra hasznosított Anna-barlangot 2012-ben 9 444 fő, 2013-ban 10 122 fő, 2014-ben 35 510 fő látogatta meg. 2015. november 3-tól a földművelésügyi miniszter 66/2015. (X. 26.) FM rendelete szerint az Anna-barlang (Bükk hegység) fokozottan védett barlang. 2021. május 10-től az agrárminiszter 17/2021. (IV. 9.) AM rendelete szerint az Anna-barlang (Bükk hegység, Bükki Nemzeti Park Igazgatóság működési területe) idegenforgalom számára nem megnyitott szakaszai az igazgatóság engedélyével látogathatók. A 13/1998. (V. 6.) KTM rendelet egyidejűleg hatályát veszti.

## Látogatási statisztika
Az Anna-barlang látogatóinak száma évenként (a *-gal jelölt éveknél az Anna-barlang és a Szent István-barlang látogatóinak száma összeadva, közösen látható):
| év              | 1954*  | 1955*  | 1956*  | 1957*  | 1958*  | 1959*  | 1960   | 1961       | 1962   | 1963   | 1964   | 1965   | 1966*  | 1967*  | 1968*  | 1969   |
| látogatók száma | 54 188 | 57 203 | 51 885 | 51 223 | 61 712 | 80 251 | 47 595 | 44 105     | 46 395 | 47 576 | 48 520 | 45 103 | 85 986 | 85 823 | 90 579 | 25 295 |
| év              | 1970   | 1971   | 1972   | 1973   | 1974   | 1975   | 1976   | 1977       | 1978   | 1979   | 1980   | 1981   | 1982   | 1983   | 1984   | 1985   |
| látogatók száma | 31 935 | 36 566 | 37 597 | 32 162 | 40 139 | 34 190 | 28 534 | 40 354     | 44 959 | 43 705 | 36 273 | 40 129 | 36 879 | 40 392 | 45 835 | 46 310 |
| év              | 1986   | 1987   | 1988   | 1989   | 1990   | 1991   | 1992   | 1993       | 1994   | 1995   | 1996   | 1997   | 1998   | 1999   | 2000   | 2001   |
| látogatók száma | 26 442 | 11 112 | zárva  | 35 743 | 30 535 | 35 922 | 33 955 | nincs adat | 18 452 | 18 695 | 18 718 | 20 499 | 22 518 | 28 057 | 26 454 | 23 902 |
| év              | 2002   | 2003   | 2004   | 2005   | 2006   | 2007   | 2008   | 2009       | 2010   | 2011   | 2012   | 2013   | 2014   | 2015   | 2016   | 2017   |
| látogatók száma | 17 121 | 16 718 | 13 654 | 16 450 | 12 958 | 18 633 | 14 251 | 10 678     | 5971   | 6136   | 9444   | 10 122 | 35 510 | 26 585 | 24 504 | 27 411 |
| év              | 2018   | 2019   | 2020   | 2021   | 2022   | 2023   | 2024   | 2025       | 2026   | 2027   | 2028   | 2029   | 2030   | 2031   | 2032   | 2033   |
| látogatók száma | 24 985 |        |        |        |        |        |        |            |        |        |        |        |        |        |        |        |

## További irodalom
- Helmuth Cramer: Einige Beobachtungen zur Geologie und Morphologie ungarischer Karstgebiete. II.: Das Bükkgebirge. Mitteilungen über Höhlen- und Karstforschung, Berlin, 1929. évf. 1–12., 81–91. old.
- Kadić Ottokár: A lillafüredi barlangok idegenforgalmi jelentőségéről. Turisták Lapja, 1931. szeptember. (43. évf. 9. sz.)